# クィントゥス・ファビウス・ウィブラヌス (紀元前485年の執政官)
クィントゥス・ファビウス・ウィブラヌス（ラテン語: Quintus Fabius Vibulanus）は共和政ローマ初期の政治家・軍人。紀元前485年と紀元前482年に執政官（コンスル）を務めた。

## 出自
パトリキ（貴族）であるファビウス氏族の出身。ウイブラヌスは氏族としては最初の執政官であった。ファビウス氏族はローマのパトリキ（貴族）の中でも最も著名で影響力のある氏族の一つである。紀元前5世紀初頭以降、継続的に高位官職者を出しており、Gary Forsytheは「共和政ローマにおいて比類すべきものもいない」としている。後の資料ではファビウス氏の先祖はヘーラクレースとニュンペーであるとされている。もともとの氏族名はフォウィウス、ファウィウスまたはフォディウスであり、ファビウス氏族によって栽培が始められたソラマメ（ファヴァ）に由来するといわれる。さらに面白い説では、ラテン語で「穴を掘る」という意味の「fovae」に起源をとし、これはファビウス氏族が狼を捕らえるために穴を掘っていたためとされる。但し、T. Wisemanはこの説を「面白いが意実ではないだろう」としている。
カピトリヌスのファスティによれば、カエソの父のプラエノーメン（第一名、個人名）もカエソである。兄弟にはカエソ・ファビウス・ウィブラヌス（紀元前484年、481年、479年の執政官）、マルクス・ファビウス・ウィブラヌス（紀元前483年と紀元前480年の執政官）がいる。紀元前485年から紀元前479年にかけての7年間、二人の執政官の何れかはファビウス兄弟3人の何れかが務めている。

## 経歴
ウィブラヌスは紀元前485年に最初の執政官に就任。同僚執政官はセルウィウス・コルネリウス・マルギネンシスであった。執政官としてウォルスキ族とアエクイ族に勝利はしたものの、戦利品を兵士に分配せず国庫に入れてしまったためプレブス（平民）の怒りを買った。
紀元前482年に二度目の執政官に就任。このときプレブスは最強行派であるアッピウス・クラウディウス・サビヌス・インレギッレンシスの当選を阻止するために、ウィブラヌスに投票した。同僚執政官はガイウス・ユリウス・ユッルスであった。この時点でもウォルスキとアエクイとの対立は継続していた。また、ハリカルナッソスのディオニュシオスによれば、ローマは正式にウェイイに戦線を布告した。同僚執政官のユッルスがウェイイとの戦いを担当することになったが、ウェイイ軍は出撃してこなかったため、周囲を略奪してローマに帰還した。
紀元前480年、ウィブラヌスはウェイイとの戦いにレガトゥス（副司令官）として参加した。ウィブラヌスはローマ軍左翼を率いていたが、エトルリア軍の側面攻撃により戦死、あるいは瀕死の重傷を負ってそれがもとで死亡した。

## 参考資料
- Forsythe, A Critical History of Early Rome (Berkeley: University of California, 2005),
- ハリカルナッソスのディオニュシオス『ローマ古代誌』
- ティトゥス・リウィウス『ローマ建国史』